# Seri Ozaki
Pour les articles homonymes, voir Ozaki (homonymie).
Seri Ozaki (尾﨑世梨, Ozaki Seri), née le 22 septembre 2002 à Sapporo, est une escrimeuse japonaise spécialiste du sabre. Elle est médaillée de bronze par équipes aux Jeux de 2024.

## Carrière
Née à Sapporo, elle est d'abord passionnée par le kendo, puis le karaté ainsi que de la danse au niveau national. Elle commence l'escrime lors de son entrée au lycée. Elle fait des études de politique internationale à l'Université Hōsei.
En 2022, elle est sélectionnée pour représenter le Japon aux championnats du monde où elle remporte le bronze par équipes. L'année suivante, elle remporte le bronze en individuel aux Championnats d'Asie d'escrime.
Aux Jeux olympiques d'été de 2024, Seri Ozaki remporte la médaille de bronze en sabre par équipes. C'est la première médaille du pays dans cette arme.

## Palmarès

### Jeux olympiques
- Jeux olympiques d'été de 2024 à Paris :
  -  médaille de bronze en sabre par équipes

### Championnats du monde
- Championnats du monde 2022 au Caire :
  -  médaille de bronze en sabre par équipes

### Jeux asiatiques
- Jeux asiatiques de 2022 à Hangzhou :
  -  médaille d'argent en sabre par équipes
  -  médaille de bronze en sabre individuel

### Championnats d'Asie
- Championnats d'Asie d'escrime 2024 à Koweït :
  -  médaille de bronze en sabre par équipes
  -  médaille de bronze en sabre individuel
- Championnats d'Asie 2023 à Wuxi :
  -  médaille de bronze en sabre par équipes
- Championnats d'Asie 2022 à Séoul :
  -  médaille d'argent en sabre par équipes